# Hernádcéce
Hernádcéce är en ort (by) i provinsen Borsod-Abaúj-Zemplén i nordöstra Ungern. Orten har 245 invånare (2024), på en yta av 9,91 km². Den ligger cirka 41,5 kilometer nordost om Miskolc.